# Плима љубави
Плима љубави (шп. Marea brava) мексичка је теленовела, продукцијске куће TV Azteca, снимана 1999.
У Србији је приказивана током 2002. на ТВ Палма, а касније и на осталим локалним телевизијама.

## Синопсис
Данијел је млади авантуриста који се после неколико година враћа у родну Гвадалахару. Међутим, то не одговара његовом куму Ивану који жели Данијелово огромно богатство и велики хотел за себе. Одлучи да унајми Софију – да заведе Данијела и одведе га далеко. Алехандра сумња у очухову љубав према њеној мајки и чини све да докаже да се оженио само због новца. Она упознаје Данијела и њих двоје се заљубљују једно у друго, иако девојка страхује де се веже за младића јер му је Иван кум, те постоји могућност да је Данијел зао као он. Иван убија супругу, желећи њено богатство само за себе, али жели још нешто – своју пасторку Алехандру, која је упркос свему у љубавној вези са Данијелом… Поред злог Ивана, на путу љубави стоји и Софија, која се у међувремену искрено заљубила у Данијела и учиниће све да га преотме Алехандри. Причу прати и група младих људи који долазе да раде у Данијелов хотел бежећи од своје прошлости и проблема…

## Улоге
| Глумац:             | Улога:     |
| ------------------- | ---------- |
| Анет Мичел          | Алехандра  |
| Ектор Соберон       | Данијел    |
| Томас Горос         | Иван       |
| Марсела Пезет       | Софија     |
| Гиљермо Мураи       | Дон Рафаел |
| Дарио Т. Пие        | Родриго    |
| Глорија Пералта     | Соледад    |
| Пилар Боливер       | Сојла      |
| Маргарита Исабел    | Лупе       |
| Ђина Морет          | Лаура      |
| Мигел Котуриер      | Грегорио   |
| Енок Леано          | Гонсало    |
| Кристина Микхаус    | Илда Сото  |
| Енрике Муњоз        | Алфредо    |
| Виктор Гонзалез     | Пауло      |
| Ванеса Акоста       | Рита       |
| Марта Акуна         | Роксана    |
| Алваро Каркано Јр   | Ремо       |
| Хулио Касадо        | Чарли      |
| Елена Фелгуерес     | Сусана     |
| Илијана Фокс        | Марта      |
| Данијела Гармендија | Тринидад   |
| Кристијан Наталисио | Висенте    |
| Луис Енрике Наваро  | Ромуло     |
| Карла Рико          | Валерија   |
| Росио Вердехо       | Џеки       |
| Давид Зепеда        | Маркос     |
| Роберто Матеос      | Марсело    |